# Lars Käppler

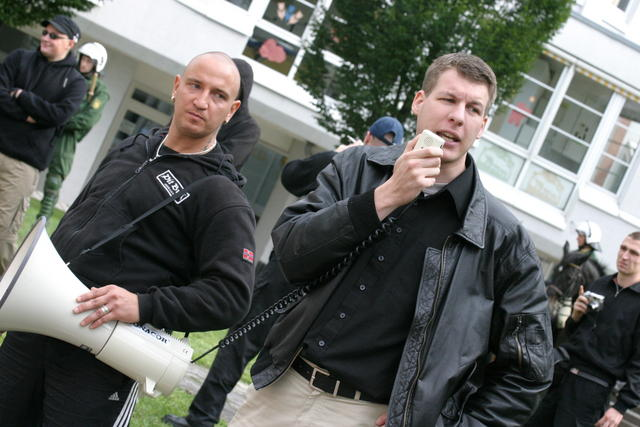
Lars Käppler hält eine Rede bei einer Neonazi-Demonstration

Lars Käppler (* 5. September 1975 in Esslingen am Neckar) ist ein deutscher Neonazi und ehemaliger Funktionär der Jungen Nationaldemokraten (JN), der bundesweit als Redner auf rechtsextremen Kundgebungen und Demonstrationen auftritt. Für die NPD trat er mehrfach als Kandidat bei Bundestags- und Landtagswahlen an.

## NPD/JN-Funktionär
Der gelernte Tischler und Groß- und Außenhandelskaufmann aus Neckarwestheim wurde Mitte der 1990er Jahre in der rechtsextremen Szene aktiv. 1997 verweigerte ihm das Kreiswehrersatzamt Heilbronn aufgrund seiner rechtsextremen Aktivitäten den Antritt zum Grundwehrdienst. Von 1996 bis 1999 war er als stellvertretender Landesvorsitzender der JN in Baden-Württemberg und im Landesvorstand der NPD tätig. Ende Mai 1999 trat er aus der NPD aus. Anlass war die Aufnahme von Safet Babic in die NPD, die Käppler und weitere Parteimitglieder verhindern wollten, da Babic bosnischer Herkunft ist und zwei Staatsbürgerschaften besitzt. Ihrer Meinung nach könne in der NPD nur Mitglied werden, wer „deutschen Blutes sei“.
Zur Bundestagswahl 2005 trat Käppler für die NPD als parteiloser Direktkandidat im Wahlkreis Heilbronn an und erzielte mit 4157 Stimmen rund 2,3 Prozent der Erststimmen. Bei der Landtagswahl in Baden-Württemberg 2006 trat er für die NPD in den Wahlkreisen Heilbronn und Schwäbisch Hall an.

## Bewegung Deutsche Volksgemeinschaft (BDVG)
Ende 1999 gründete Käppler das „Bildungswerk Deutsche Volksgemeinschaft“, das 2001 in „Bewegung Deutsche Volksgemeinschaft“ (BDVG) umbenannt wurde. Die BDVG vertritt nationalsozialistische Positionen, die sich am 25-Punkte-Programm der NSDAP orientieren. Sie organisiert Schulungsveranstaltungen und Kundgebungen, z. T. in Zusammenarbeit mit anderen rechtsextremen Organisationen wie der Deutschen Liga für Volk und Heimat (DLVH), dem „Freundeskreis Ein Herz für Deutschland“ und zahlreichen Freien Kameradschaften.
Käppler war zunächst stellvertretender Vorsitzender und dann seit 2000 Bundesleiter der BDVG. Im Herbst 2004 trat Käppler offiziell aus der BDVG aus und machte dies in einem Schreiben an das Landesamt für Verfassungsschutz Baden-Württemberg öffentlich. Neben Käppler waren noch andere junge Neonazis aus Rheinland-Pfalz in der BDVG aktiv wie beispielsweise Mario Matthes, die die Organisation ca. 2004 fast alle wieder verließen und überwiegend zur NPD zurückkehrten.

## Bürgerinitiative für ein besseres Deutschland
Im Dezember 2004 gründete er die „Bürgerinitiative für ein besseres Deutschland“ (BIBD), die sich gegen den EU-Beitritt der Türkei wendet. Die Bürgerinitiative bestand im Wesentlichen aus Käppler selbst, da sie weder über Mitglieder, Vorstand oder sonstige Vereinsstrukturen verfügt, um einem Verbot nach dem Vereinsrecht vorzubeugen. Käppler trat mit der BIBD erstmals im Frühjahr 2005 in Heilbronn und Schwäbisch Hall an die Öffentlichkeit. Zur Verbreitung der von der BIBD herausgegebenen Schriften wurde primär das Internet genutzt, Käppler leitete jedoch auch die Volk in Bewegung – Verlag und Medien oHG zur Verbreitung gedruckten Schrifttums, die ursprünglich in Heilbronn angemeldet war, inzwischen jedoch als das von Andreas Thierry geleitete Verlags- und Medienhaus Hohenberg OHG in Ellwangen firmiert.

## Redner auf Neonazi-Kundgebungen
Käppler tritt bundesweit als Anmelder von und Redner auf Kundgebungen und Demonstrationen von Neonazis auf, so zum Beispiel beim „Heldengedenken“ im November 2002 in Hoyerswerda oder auf einer Demonstration gegen die Wehrmachtsausstellung am 13. Juli 2003 in Schwäbisch Hall. Lars Käppler verfügt über enge Kontakte zu Christian Worch, Herbert Schweiger und Bernhard Schaub sowie dem rechtsextremen Liedermacher Frank Rennicke, die häufig zusammen mit Käppler bei Veranstaltungen des BDVG auftraten.
Im Zusammenhang mit einer von ihm geleiteten Demonstration am 6. März 2004 in Schwäbisch Hall wurde Käppler am 25. Juli 2005 wegen Landfriedensbruchs zu einer Geldstrafe in Höhe von 50 Tagessätzen zu je 35 Euro verurteilt.